# Moxie
Moxie es una película de comedia dramática estadounidense de 2021 dirigida por Amy Poehler. Tamara Chestna y Dylan Meyer adaptaron el guion de la novela homónima de 2015 de Jennifer Mathieu. Está protagonizada por Hadley Robinson, Lauren Tsai, Patrick Schwarzenegger, Nico Hiraga, Sydney Park, Josephine Langford, Clark Gregg, Ike Barinholtz, Poehler y Marcia Gay Harden. La película fue estrenada el 3 de marzo de 2021, por la plataforma de streaming Netflix y recibió críticas mixtas.

## Argumento
Harta del sexista y tóxico statu quo de su instituto, una tímida joven de dieciséis años se inspira en el pasado rebelde de su madre y publica anónimamente un fanzine que desencadena una revolución de indignación en todo el colegio.
La trama permite visualizar los comportamientos misóginos en la escuela secundaria Rockfort, donde Vivian, cansada de las actitudes sexistas y discriminatorias que se suceden decide crear una publicación para dar a conocer esas injusticias. Aspectos como la inclusión, el feminismo, el machismo, la diversidad étnica y la solidaridad son abordados.

## Elenco
- Hadley Robinson como Vivian Carter
- Lauren Tsai como Claudia
- Patrick Schwarzenegger como Mitchell Wilson
- Nico Hiraga como Seth Acosta
- Sydney Park como Kiera Pascal
- Josephine Langford como Emma Cunningham
- Clark Gregg como John
- Josie Totah como C. J.
- Alycia Pascual-Peña como Lucy Hernandez
- Anjelika Washington como Amaya
- Charlie Hall como Bradley
- Sabrina Haskett como Kaitlynn Price
- Ike Barinholtz como el profesor Davies
- Amy Poehler como Lisa
- Marcia Gay Harden como la directora Marlene Shelly
- Emily Hopper como Meg
- Joshua Darnell Walker como Jason
- Darrell M. Davie como Blaze
- Cooper Mothersbaugh como Darryl
- Ron Perkins como el empleado de U-copy
- Greg Poehler como el presentador de noticias
- Helen Slayton-Hughes como Helen
- Kevin Dorff como el gerente de la tienda de comestibles

## Producción
En febrero de 2019, se anunció que Amy Poehler dirigiría la película, a partir de un guion de Tamara Chestna, y actuaría como productora bajo su sello Paper Kite Productions, con distribución de Netflix. En octubre de 2019, Hadley Robinson, Lauren Tsai, Patrick Schwarzenegger e Ike Barinholtz se unieron al elenco de la película. En noviembre de 2019, Josephine Langford, Marcia Gay Harden y Clark Gregg se fueron anunciados que serían integrantes del film.

### Rodaje
La fotografía principal comenzó en octubre de 2019 en Los Ángeles.

## Estreno
El filme fue lanzado el 3 de marzo de 2021.

## Recepción
En el sitio web especializado Rotten Tomatoes, la película tiene una calificación de aprobación del 67 % según 63 reseñas, con una calificación promedio de 6,4 / 10. El consenso de los críticos del sitio web dice: "Moxie se queda un poco corto en su ingrediente principal cuando se trata de abordar por completo los temas oportunos de su historia, pero esta dulce historia sobre la mayoría de edad sigue siendo fácil de gustar". En Metacritic, tiene un puntaje promedio ponderado de 54 sobre 100, basado en 20 críticas, lo que indica "críticas mixtas o promedio".